# Аббревиатура (музыка)

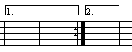
Повторение звуков

Обозначение тремоло

Аббревиату́ра в музыке — знаки, используемые для сокращения нотной записи.
Применяются в связи с обилием повторяющихся элементов музыкальной нотации, с повторами частей музыкальной композиции, а также в целях облегчения чтения нот.

## Типы
Следующие знаки музыкальной нотации могут считаться музыкальными аббревиатурами:
- Повторы:
  - реприза;
  - вольта;
  - повторения отдельных звуков, аккордов, коротких мелодических фигур, тактов;
  - знаки типа Dal Segno, Da capo, Кода (фонарь).
- октавные пунктиры, также удвоения в октаву;
- паузы на протяжении нескольких тактов;
- элементы орнаментики: мелизмы, пассажи однотипного строения и так далее.